# Zapożyczenie językowe

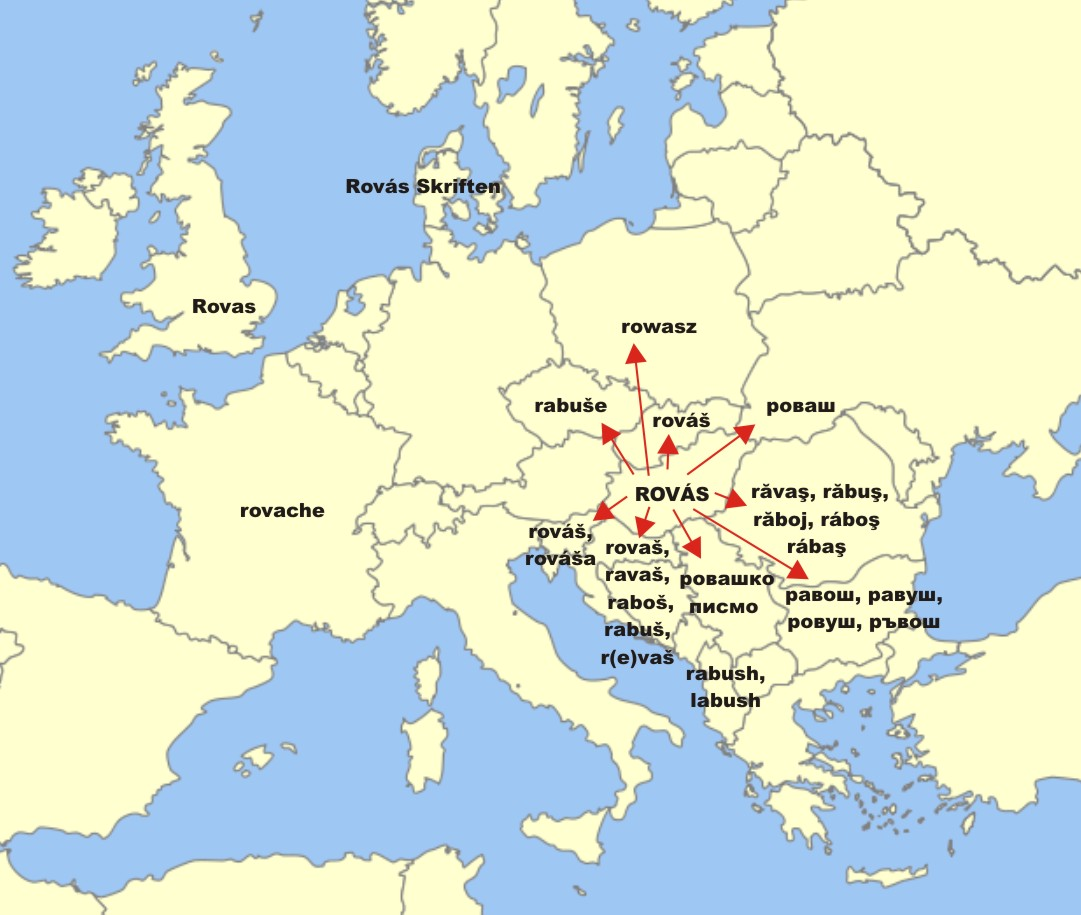
Rozprzestrzenienie słowa „rowasz”.

Zapożyczenie językowe, inaczej pożyczka, wyraz obcy – element językowy zaczerpnięty z języka obcego, który zadomowił się w mniejszym lub większym stopniu w danym języku. Pojęcia tego używa się w opozycji do słownictwa rodzimego. Mianem pożyczek określa się wszystkie obce w strukturze danego języka wyrazy, zwroty, typy derywatów, formy fleksyjne, konstrukcje składniowe, związki frazeologiczne. 
W języku polskim, podobnie jak w innych językach europejskich, co najmniej 10% zasobu leksykalnego to zapożyczenia.

## Rodzaje zapożyczeń
Klasyfikacja zapożyczeń jest oparta na różnych kryteriach: przedmiotu zapożyczenia, pochodzenia, stopnia przyswojenia, drogi dostania się do języka i funkcji. Wyróżnia się także specjalną grupę: internacjonalizmy.

### Zapożyczenia właściwe
Zapożyczone zostają słowa wraz z formą (często przekształconą) i swoimi znaczeniami z języka żywego. W przeciwieństwie do zapożyczeń sztucznych, które pochodzą z języka martwego, np. starożytnej greki, łaciny. Najczęściej pierwotne formy ulegają spolszczeniu. Przykłady:
- burmistrz – niem. Bürgermeister – przejęcie słowa i znaczenia (przewodniczący miasta), spolszczenie pisowni;
- mecz – ang. match – przejęcie słowa i znaczenia (starcie sportowe), spolszczenie pisowni.

Inne przykłady: atłas (tur.), atrament (łac.), biennale (wł.), baca (węg.), bestseller (ang.), bryndza (rum.), brydż (ang.), butik (fr.), czerep (białor.), czyhać (czes.), dumping (ang.), embargo (hiszp.), hultaj (ukr.), juhas (węg.), kalafior (wł.), kołchoz (ros.), kolumna (łac.), kombi (niem.), komputer (ang.), loggia (wł.), serial (ang.), torba (tur.), watra (rum.), wagon (ang.), werbunek (niem.), wiedźma (ukr.), zsyłka (ros.), żakard (fr.), żulik (ros.) itd.

### Strukturalne – „kalki”
Wierne odwzorowania obcych konstrukcji językowych, tłumaczenia ich na język polski. Wyróżniamy dwa typy kalk:

#### Słowotwórcze
Odwzorowania pojedynczych obcych słów. Np. przedstawienie to kalka niem. Vorstellung (vor-przed; stellung-stawianie), rozpracować – od ros. razrabotat', przysłówek od łac. adverbium, brakoróbstwo od ros. brakodielstwo, nastolatek od ang. teenager, rzeczoznawca od niem. Sachverständiger, światopogląd od niem. Weltanschauung, zaimek od łac. pronomen itd.

#### Frazeologiczne
Odwzorowania obcych zwrotów. Np. wziąć się za coś od ros. wzjat’sja za szto nibud', punkt widzenia od fr. point de vue, nie ma sprawy od ang. it doesn't matter, otwarty na coś od fr. ouvert sur..., szukać za czymś od niem. nach etwas suchen, rozumieć pod czymś od. niem. unter etwas verstehen, rzecz w tym od ros. dieło w tom, wydawać się być jakimś od ang. seem to be, „lekarz rodzinny” od ang. „family doctor”, być na topie od ang. to be on top.

### Semantyczne (znaczeniowe)
Do istniejącej już w systemie leksykalnym konstrukcji zapożyczane jest nowe znaczenie. Zwane są także pożyczkami ukrytymi. Przykłady:
- wyraz mysz oznaczał tylko gatunek zwierzęcia, a pod wpływem angielskiego mouse zaczął oznaczać także „mysz komputerową”;
- dokładnie – dawniej używane tylko jako przysłówek wraz z czasownikiem, dzisiaj jest też wykrzyknikiem oznaczającym: oczywiście!, pewnie, że tak!; (zobacz: Kryterium funkcji → Zap. urozmaicające); wykrzyknik ten jest jednak krytykowany przez niektórych normatywistów, którzy uważają go za pretensjonalny, nadużywany bądź całkowicie niepoprawny[5][6]. W tym rozszerzeniu semantycznym doszukuje się wpływu języka angielskiego lub niemieckiego[7].
- projektem określa się teraz, pod wpływem ang. project, przedsięwzięcie czy zamierzenie;
- „adresować problem” (address a problem) w znaczeniu „zrobić coś w związku z problemem”. Poza żargonem informatycznym takie użycie słowa „adresować” jest właściwie niespotykane i może być wręcz niezrozumiałe.
- definiować: trudno mi zdefiniować swoje uczucia – definiować w znaczeniu „nazywać, określać” pojawiło się pod wpływem ang. to define;
- obraz: obraz amerykańskiego reżysera – obraz w znaczeniu „film” jest odwzorowaniem semantycznym ang. picture;
- produkcja: produkcja nominowana do „Oskara” – produkcja w znaczeniu „film” jest odwzorowaniem semantycznym ang. production.

### Zapożyczenia sztuczne
Tworzone współcześnie na podstawie słownictwa łacińskiego i greckiego.
Grupa, w której cząstki pochodzą z jednego języka.
Np. telefon – gr. tele – daleko i gr. phone, czyli dźwięk;
Hybrydy – grupa, w której cząstki pochodzą z różnych języków.
Np. ciucholand – pol. ciuch i ang. land (przykład z cząstką polską); telewizja – gr. tele i łac. visio (widzenie).

### Zapożyczenia fonetyczne
Przejmowanie wymowy obcych języków. Przykłady:
- pol. wiesiele pod wpływem języka czeskiego przybrało postać wesele.

### Zapożyczenia graficzne
Wyrazy przejęte w obcej postaci graficznej, ale odczytywane zgodnie z zasadami wymowy polskiej, np. gang, nylon.

### Zapożyczenia gramatyczne
Słabiej są zbadane wpływy gramatyki jednego języka na drugi, choć wiele wskazuje na to, że i one odgrywają znaczącą rolę.

### Kryterium pochodzenia
Mówi o tym, skąd pochodzą pożyczki, dotyczy więc kontaktów z innymi językami:
- anglicyzm – język angielski
- arabizm – język arabski
- bohemizm – język czeski
- galicyzm – język francuski
- germanizm – język niemiecki
- hebraizm – język hebrajski
- hellenizm – greka
- hiszpanizm – język hiszpański
- hungaryzm – język węgierski
- italianizm – język włoski
- japonizm – język japoński
- jidyszyzm – jidysz
- latynizm/makaronizm – łacina
- lituanizm – język litewski
- polonizm – język polski
- pomeranizm (kaszubizm) – język kaszubski
- rusycyzm – język rosyjski
- rutenizm – języki ruskie, języki wschodniosłowiańskie (np. język białoruski, język ukraiński)
- sinicyzm – języki chińskie
- slawizm – języki słowiańskie
- słowacyzm – język słowacki
- turcyzm – język turecki

### Kryterium stopnia przyswojenia
Mówi o tym, w jak dużym stopniu słownictwo obce zadomowiło się w polskim systemie leksykalnym.

#### Cytaty
Wyrazy i zwroty przeniesione z innego języka w niezmienionej postaci graficznej i fonetycznej. Przykłady: fr. à propos, à la carte;
ang. bye bye; wł. allegro; łac. incognito itd.

#### Wyrazy częściowo przyswojone
Odczuwane jako obce ze względu np. na wymowę, pisownię, nieodmienność, ale mocno tkwiące w polskim systemie leksykalnym. Przykłady: sinus (wymowa), apartheid (pisownia), dżudo (brak odmiany);

Inne: bantu, bikini, guru, kakao, konfetti, martini, sake, sari, sati, tabu itd.

#### Wyrazy całkowicie przyswojone
Odczuwane jako rodzime ze względu na spolszczoną formę i odmienność. Są to np. biznes, burmistrz, brokuły, chleb, cegła, fontanna, szkoła itd.

### Kryterium drogi dostania się do języka-biorcy
Określa sposób, w jaki zapożyczenia zostały przejęte do danego języka:

#### Zapożyczenia pośrednie
Dostały się z jednego języka za pośrednictwem innego języka. Przykłady:
- łac. castellum → czes. kostel → do pol. kościół;
- łac. paganus → czes. pohan → pol. poganin.

W języku niemieckim leksemy Engel i Teufel to bespośrednie zapożyczenia z łaciny a pośrednie z greki.

#### Zapożyczenia bezpośrednie
Dostały się do języka polskiego bez pośrednika. Przykład: niem. Bürgermeister → pol. burmistrz itd.

### Internacjonalizmy
Specjalna grupa wyrazów międzynarodowych. Posługuje się nimi wiele nacji. Słowa takie mają identyczne lub podobne znaczenia i podobną formę w wielu językach. Przykład:
- pol. totalitaryzm;
- ang. totalitarism;
- fr. le totalitarisme;
- wł. il totalitarismo;
- niem. der Totalitarismus;
- ros. тоталитаризм;
- fiń. totalitarismi;
- czes. totalitarismus;
- ukr. тоталітаризм;
- tur. totalitarizm.

## Ocena celowości zapożyczeń

### Kryterium funkcjonalne
Zapożyczeń używa się w celu wzbogacenia języka o nowe konstrukcje bądź wyrażenia oraz urozmaicenia go nowymi wariantami konstrukcji już istniejących. Przy ich stosowaniu należy upewnić się, że odbiorca wypowiedzi jest z nimi zaznajomiony.
Zapożyczenia ustne, np. „interfejs” od angielskiego „interface”.
Zapożyczenia graficzne, np. „sweter” od angielskiego „sweater”.

#### Zapożyczenia wzbogacające język
To wyrazy, dla których brak adekwatnych odpowiedników w słownictwie rodzimym. Przykłady: mysz (zap. semantyczne), joystick (ang.), telefon (zap. sztuczne z gr. tele – daleko + gr. phone – dźwięk), telewidz (hybryda gr. tele (daleko) + pol. widz), cheeseburger (ang.), nastolatek (ang.), laser (ang.), puzle itd.

#### Zapożyczenia urozmaicające
Nowe warianty już istniejących słów. Grupa ta obejmuje przede wszystkim wyrazy z języka angielskiego. Przykłady: dokładnie (zap. semantyczne z ang. exactly lub niem. genau), sorry, OK, super itd.
O takim typie zapożyczeń wypowiada się prof. Jan Miodek w wywiadzie dla „Słowa polskiego”:
Nie ma słów niepotrzebnych językowi. W tym sensie jestem i za „wow”, i za „super”, i za „ekstra”, czy za „odjazdem”, „odlotem”, „cool” i „jazzy”. Całe zło zaczyna się w momencie, gdy ktoś, uczepiwszy się takiego modnego słowa, rezygnuje z całego wachlarza konstrukcji wariantywnych.
(Jestem za „ekstraodlotem” – wywiad z prof. Janem Miodkiem. „Słowo Polskie; Gazeta Wrocławska”. Sobota, 24 lutego, 2007. Anna Fluder (Radio RAM) i Jacek Antczak. Wrocław.brak numeru strony)
Zapożyczenia starsze: fair-play, whisky.
Zapożyczenia nowsze: talk-show, wow!, yuppie, walkie-talkie, scrabble, dip, tost, dressing, toster, legginsy, jogging, peeling, wadery/wodery.

## Problem zapożyczeń w badaniach germanistycznych
W literaturze germanistycznej słownictwo zapożyczone jest często dzielone na 1) zapożyczenia zewnętrzne (äußeres Lehngut) i 2) zapożyczenia wewnętrzne (inneres Lehngut). W przypadku 1) przejęta jest z innego języka (czasem nieco zmieniona) forma (pisownia i/albo wymowa). Zgodnie z tradycją purystyczną sięgającą XIX wieku rozróżnia się pomiędzy zapożyczeniami (Entlehnungen, Lehnwörter) i wyrazami obcymi (Fremdwörter). Te pierwsze wykazują wysoki stopień asymilacji formalnej  (pod względem pisowni, wymowy, fleksji), por. (latynizmy) Fenster, Wein, Straße, (anglicyzmy) Sport, Streik, natomiast wyrazy obce są niezasymilowane pod względem formy, por.: charmant, Airbag, Statement. Przegląd koncepcji autorów niemieckich na ten temat znajdujemy w monografii Marty Czyżewskiej. 
Niektórzy wyróżniają też częściowe/połowiczne zapożyczenia (Halblehnwörter), np.: Drama, Musik, Natur, Philosophie – zachowały one co prawda pewne cechy obcojęzyczne (tu: akcent, sufiksy), ale są powszechnie używane i dobrze zadomowione w języku niemieckim. Na kryteria pragmatyczne i socjolingwistyczne zwraca też uwagę Peter von Polenz: nie tylko forma (pisownia itp.), ale też użycie powinno być kryterium klasyfikacji zapożyczeń wyrazowych/frazeologicznych. Zamiast pojęcia „asymilacja” Polenz proponuje pojęcie „integracja”, które dotyczy użycia wyrazów zapożyczonych w komunikacji językowej.        
Językoznawcy niemieccy wskazują na to, że wyrazy obce są wyrazami niemieckimi i tworzą integralną część niemieckiego słownictwa. 
Rozróżniane są zapożyczenia bezpośrednie (direkte Entlehnungen) i zapożyczenia pośrednie (indirekte Entlehnungen), np. wyrazy: Admiral, Algebra, Chemie, Kaffee, Magazin, Tarif to pośrednie zapożyczenia z języka arabskiego a bezpośrednie z innych języków (z włoskiego, francuskiego itp.). 
Autorzy niemieccy wiele uwagi poświęcają zapożyczeniom słowotwórczym (Lehnwortbildungen, Fremdwortbildungen) – są to wyrazy składające się (częściowo lub całkowicie) z obcego materiału leksykalnego, ale utworzone już w języku biorcy (w tym wypadku w języku niemieckim), por. wyrazy hybrydowe (zawierające elementy obce i rodzime): risikoreich, abreagieren, Exkönig. Należą do nich również tzw. zapożyczenia pozorne  (Scheinentlehnungen): Blamage, Friseur, Dressman.
Obok tzw. zapożyczeń leksykalnych (lexikalische Entlehnungen, Wortentlehnungen) wyróżniane są jako zapożyczenia wewnętrzne 2)  wyrazy, które z innego języka nie przejęły formy, a jedynie znaczenia lub strukturę. Należą do nich kalki leksykalne (Lehnübersetzungen), np.: Gewissen jako dokładne odwzorowanie łacińskiego con-scientia, Halbwelt (franc. demi-monde), Dampfmaschine (ang. steam engine), schweigende Mehrheit (silent majority) albo frazeologizm Kann ich Ihnen helfen? Can I help you?  Mniej dokładne (częściowe) odwzorowanie obcych wyrazów to częściowe kalki leksykalne (Lehnübertragungen), np. Wolkenkratzer (ang. sky scraper), Vaterland (łac. patria). Zapożyczenia semantyczne (neosemantyzmy) (Bedeutungsentlehnungen, Lehnbedeutungen) to przejęcie znaczenia z innego języka przy zachowaniu formy oryginalnej, np.: schneiden („kogoś ignorować, celowo nie zauważać”) z ang. to cut a person.